# Puerta Real (Madrid)

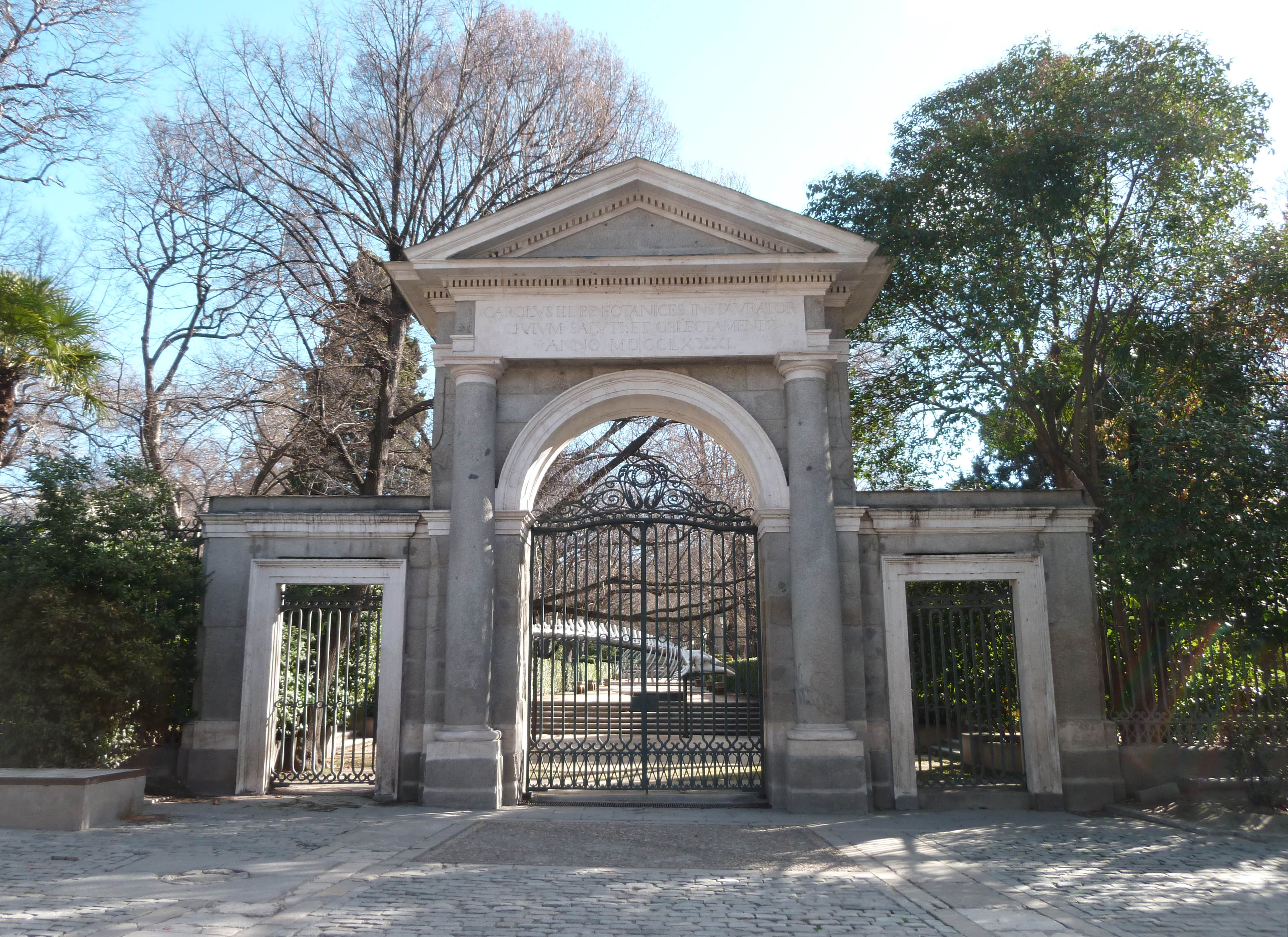
Puerta Real desde el Paseo del Prado

La Puerta Real, también llamada de Carlos III, es un conjunto monumental del último tercio del siglo XVIII, que se encuentra en el Paseo del Prado, en la ciudad española de Madrid. Forma parte del cerramiento del Real Jardín Botánico.

## Historia
La puerta fue diseñada en 1773 por Francesco Sabatini, dentro del proyecto del Real Jardín Botánico, que el rey Carlos III encomendó inicialmente al citado arquitecto. Se inauguró oficialmente en 1781, junto con el conjunto ajardinado. 
Fue concebida como la entrada principal del recinto, si bien perdió esta función pocos años después de su apertura, a favor de la Puerta de Murillo, emplazada en la plaza homónima, junto a una de las fachadas del Museo del Prado. Este segundo acceso es obra de Juan de Villanueva, a quien se debe el trazado definitivo del jardín (1785-1789). La Puerta Real permanece cerrada en la actualidad.

## Descripción
La Puerta Real es de inspiración clasicista y está dedicada al rey Carlos III. Está realizada en sillarejo de piedra de granito, aunque algunos de sus elementos están hechos en caliza.
Guarda similitudes con la Puerta de San Vicente, ubicada también en Madrid, que Sabatini finalizó en 1775. Al igual que ésta, consta de un cuerpo central, formado por un arco de medio punto y coronado por un frontón, y de dos postigos adintelados, situados a cada lado.
En la cara que da al Paseo del Prado, la Puerta Real exhibe un panel rectangular, que descansa sobre dos columnas dóricas, en el que reza una inscripción alusiva a Carlos III y al año en que fue inaugurada (1781).